# Cromidon pusillum
Cromidon pusillum är en flenörtsväxtart som först beskrevs av Helmut Roessler, och fick sitt nu gällande namn av O.M. Hilliard. Cromidon pusillum ingår i släktet Cromidon och familjen flenörtsväxter. Inga underarter finns listade i Catalogue of Life.